# Seth Frankoff
James Seth Frankoff  es un beisbolista estadounidense, (nacido en Chicago, Estados Unidos, el 27 de agosto de 1988), es un exlanzador de la Liga Atlántica de Béisbol Profesional que jugaba para los High Point Rockers.

## Carrera como Beisbolista
Frankoff jugó dos campañas en la Liga Venezolana de Béisbol Profesional (2014-2015 y 2015-2016) con los Navegantes del Magallanes, con quienes dejó récord de 0-1, 1 salvado y 6.43 de efectividad en 7.0 innings de labor.
Aunque su experiencia en Venezuela solo ha sido como relevista, en Estados Unidos Frankoff regresó a este año con el rol de abridor, en el que se desempeñó al principio de su carrera, por lo que le da al mánager Alfredo Pedrique una versatilidad importante en el personal de lanzadores.
Este año 2016, el derecho ha trabajado en las filiales rookie, doble A y triple A de los Dodgers de Los Ángeles y en total acumula cuatro victorias y tres derrotas, y 3.39 de efectividad en 66.1 innings. Apenas le han conectado tres cuadrangulares.
La cuarta victoria la obtuvo cuando lanzó seis innings completos por los Tulsa Drillers y solo permitió cuatro hits y una carrera, dio un boleto y abanicó a ocho.